# Wildskorvene
Die Wildskorvene (norwegisch) sind ein Gebirgskamm aus Nunatakkern im ostantarktischen Königin-Maud-Land. Er ist der östlichste dreier Gebirgskämme der Mannefallknausane in der Maudheimvidda. Die anderen sind die Baileyranten und die Wilsonberga.
Wissenschaftler des Norwegischen Polarinstituts benannten sie 1967. Namensgeber ist David Peter Wild (1931–1965) vom Falkland Islands Dependencies Survey, der am 12. Oktober 1965 gemeinsam mit zwei Begleitern beim Sturz seines Motorschlittens in eine Gletscherspalte in der Tottanfjella ums Leben gekommen war.